# Dietrich Erdmann
Dietrich Erdmann   (Bonn, 20 de juliol de 1917 - Berlín, 22 d'abril de 2009) va ser un compositor i professor universitari alemany.

## Biografia
Erdmann va néixer a Bonn. El seu pare era el publicista i dirigent sindical Lothar Erdmann, la seva mare Elisabeth Erdmann-Macke, la vídua del pintor August Macke. Erdmann vivia a Berlín des que tenia vuit anys. La seva infantesa es va caracteritzar per un entorn familiar amb un fort interès cultural.
Va rebre les seves primeres lliçons de piano als nou anys. Ja durant els seus dies escolars a l’Humanistisches Gymnasium de Berlín, va fer visites als compositors Paul Hindemith, Ernst-Lothar von Knorr i Harald Genzmer.
El 1931, va començar les seves classes de violoncel amb Pál Hermann. De 1934 a 1938, Erdmann va estudiar direcció de cor i composició musical amb Kurt Thomas i direcció amb Walter Gmeindl a la Universität der Künste Berlin. Va completar els seus estudis a la künstlerische Reifeprüfung en direcció coral i l'examen particular de professor de música en composició musical. Erdmann va ser cofundador de l'Arbeitskreis für Neue Musik de la Universitat de les Arts de Berlín.
Des de 1947, Erdmann va ensenyar a la Pädagogische Hochschule Berlin, on esdevingué responsable del seminari de música dos anys més tard. Després va ser nomenat professor associat l'any 1954. 12 anys més tard, esdevingué Ordinarius i el 1970 finalment prorector del col·legi. Es va jubilar el 1982.
Erdmann va estar casat amb Gisela Cludius del 1940 al 1946, amb Bianca Kuron del 1949 al 1958 i amb Gertrud Schulz des del 1959.
Erdmann va morir a Berlín als 91 anys.

## Activitats
El treball d'Erdmann abasta una gran varietat d'instrumentacions i gairebé tots els tipus de formes musicals: 16 concerts en solitari, 12 peces per a grans orquestres, música per a piano, música per a sols i de cambra per a instruments de corda i vent, així com lieder, cantata i música de cor. A més, Erdmann també va compondre nombroses obres Zupfmusik Zupfmusik (música per a instruments polsats).

## Premis
- Orde al Mèrit de la República Federal Alemanya am Bande (15 de gener de 1987).[6][7]
- 1988: Johann-Wenzel-Stamitz-Preis.[6]
- 1990: Membre honorari del Bund deutscher Zupfmusiker
- 1993: President honorari del Deutscher Tonkünstlerverband Berlin
- 1998: Humboldt-Plaketten.[6]
- 2002: Kulturpreis Schlesien des Landes Niedersachsen.[6]

## Obra
- 1946: Der Maien per a soprano, cor, flauta i quartet de corda
- 1956: Concertino per a piano i petita orquestra
- 1965: Sonata per a oboè i piano
- 1971: Diàlegs per a violoncel i piano
- 1979: Concert de mandolina
- 1982–1983: Prisma per a viola i piano
- 1984: Resonanzen per a Saxòfon - Quartet
- 1986: Concertino per a viola (o trompa anglesa o clarinet) i conjunt d'instruments pinçats
- 1990: Doble Concert per a fagot, contrafagot i orquestra